# Саєвич Микола Михайлович
Мико́ла Сає́вич (17 грудня 1885, с. Старий Угринів, нині Калуський район, Івано-Франківська область — 1944, м. Краків) — український інженер-лісівник, громадський і військовий діяч.

## Життєпис

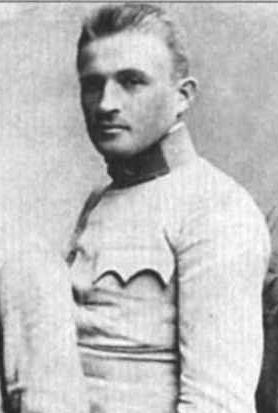
Саєвич Микола на Волині. 1916-1917 роки

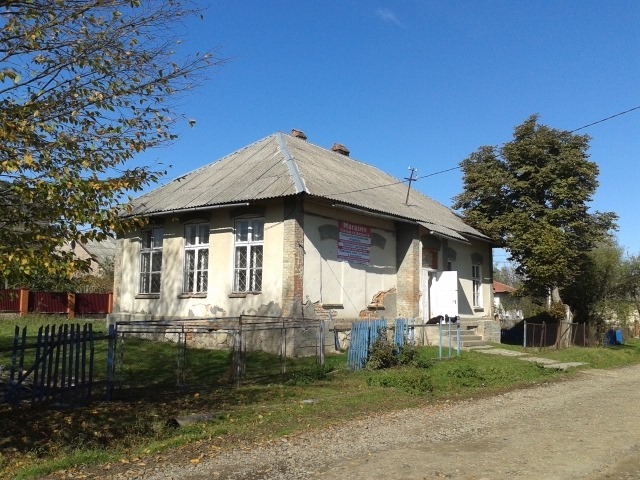
Приміщення Староугринівської початкової школи

Микола Саєвич народився 17 грудня 1885 року  в с. Старий Угринів, нині Калуський район, Івано-Франківська область, Україна. Батьки — народні вчителі Михайло та Броніслава Саєвич. Мати походила з роду Терлецьких. Сім'я мешкала у шкільному будинку, який зберігся до цього часу. Пізніше батько був переведений до школи в Струтин /Долинського повіту/, де й помер 2 червня 1896 р.
Вчився Микола Саєвич у початковій школі, а згодом — у гімназії. Через матеріальну скруту, в якій опинилась родина після смерті батька, давав уроки іншим учням, займався репетиторством. На ГУцульщині, в Жаб'є, Ільці вчителював батьків товариш Кисилевський. Там з 1905 року М.Саєвич став спочатку практикантом, а потім — лісничим у місцевих державних лісах /Жаб'є, Косів, Міхова, Тустановичі, Бохна/.
У 1910 році вступив на навчання з лісової техніки у Відні. Але через матеріальні нестатки змушений був уже за рік перервати навчання і повернувся до праці в лісі аж до 1914 року.
Від 1914 року вояк Легіону УСС (четар, комендант чоти, наступний ранґ — поручник), потім — Української Галицької Армії (сотник). 1 червня 1915 року був поранений в Болехові. ПІсля одужання командував сотнею.
У 1916—1918 роках очолював Комісаріат УСС у Володимирі-Волинському, широко розгорнувши культурно-освітню діяльність. Він заснував понад 50 народних шкіл.
Листопад 1918 року зустрів у Коломиї. Окружна команда призначила його комісаром ЗУНР у Косові.
У 1918—1919 роках — державний повітовий комісар ЗУНР у Косові на Гуцульщині /посаду, коли М.Саєвич пішов на фронт, перейняв С.Глушко/, пізніше — командир Вартового куреня в Кам'янці-Подільському.
Брав участь у Чортківській офензиві, а потім відступав і перебував у «чотирикутнику смерті». Потрапив у польський полон.
В 1020/1921 рр. навчався в торговельній школі у Львові, водночас, працював контролером лісової експлуатації у восьми повітах, а також технічним референтом у Богородчанах /від березня 1921 до серпня 1921 рр. , посвідчення № 4227 від 01.08.1921 р./. У той же приблизно час навчався в однорічній автошколі при Львівській політехніці.
Діяч УВО. Щоб уникнути арешту за попередню освітянську діяльність, емігрував до Чехословаччини, навчався на філософсько-природничому факультеті Карлового університету в Празі /1922-1924 рр./.Студії закінчив 24.06.1924 р. з відзнакою /диплом № 76/24 від 24.06.1924 р./, здобув титул інженера. Паралельно також закінчив правничі студії.
Декретом міністерчства закордонних справ Чехословаччини № 886/11 від 08.01.1925 р. іменований лектором та приват-доцент Української господарської академії в Подєбрадах. В 1928—1929 рр. працював надзвичайним асистентом у Віденській політехніці на кафедрі охорони лісу у професора Зайтнера.
У 1925—1926 рр. — стипендіат міністерства шкільництва з науковими цілями скерований у Скандинавію на 6 місяців, у 1928—1929 рр. — стипендіат міністерства освіти у Празі. Доповнив філософські студії у карловому університеті, доктораська дисертація: «Фітогеографічні студії Чорногори» захищена на філософсько-природничому факультеті /№ 3875 від 23.06.1927 р./.
Видатний лісівник-практик, зокрема, в галузі лісоохорони. Написав два підручники, які були затверджені професорською радою академії у Подєбрадах і рекомендовані до друку: «Мисливство», 342 сторінки /протокол № 75 від 10.12.1926 р., «Охорона лісу», 658 ст. /протокол № 77 від 11.02.1927 р./. Виступав з рефератами на українському науковому з'їзді в Празі: «Нарис досліджень українських лісів», 1926р, та на чеському науковому з'їзді за темою «Фітогеографічні студії Чорногори», /1928 р./.
Праці з лісової ентомології на Закарпатті, української лісівницької термінології тощо. Публікував свої статті у виданнях Берліна, Відня, Праги. Крім української, володів польською, німецькою, чеською, російською, румунською мовами. Переклав на українську мову спогади президента Масарика та міністра Бенеша, які були надруковані в «Червоній Калині», 1929 року.
У грудні 1929 року митрополит Андрей Шептицький, за рекомендацією мітрата Львівської капітули д-ра Тита Войнаровського та адвоката д-ра Є.Ловицького, запросив М. Саєвича на посаду завідувача округом маєтностей Галицької митрополії греко-католицької церкви в Перегінську, одночасно став заступником директора дібр Й.Сальца. Роботу розпочав з 1 січня 1930 року. Поселився у 2-х кімнатному будинку в Лютошарах біля Осмолоди /тепер на тому місці розташований адміністративний будинок форельного господарства/. У жовтні 1931 року за розпорядженням Управи Столових ДІбр Митрополії М.Саєвич був призначений завідувачем ІІІ господарського округу, а також завідувачем рибальської і ловецької господарки.
У селі Осмолода було лісове форельне господарство Миколи Саєвича. Згідно з легендою, на терені його колишнього господарства було закопано велику бібліотеку. Тепер тут приватне господарство. В серпні 2002 року Івано-Франківський міськвиконком спільно з членами Пласту та донькою Саєвича здійснили безуспішну спробу відкопати бібліотеку . Згідно з проєктом інж. А.Мельника д-ру М.Саєвичу було виділено для ведення власного господарства 18 морґів землі. БІля будинку заснував велику пасіку /120 вуликів/, зразкове форельне господарство, та Лісовий музей. У 4-х кімнатах було зібрано 772 експонати, 39 томів літератури. Музей мав 5 відділів: лісовий, ловецький /мисливський/, рибальський, бджільний, бібліотечний. Також було 7 підрозділів. Булі в Лісовому музеї і трофеї Першої світової війни: людські черепи, кістки, знайдена зброя, вирізані жовнірами надписи на корів дерев, пошкоджені кулями чи гранатами дерева…
У 1931 році Микола Саєвич організував початкову школу.
3 травня 1932 року одружився із Софією-Наталією Залуцькою. У них народилось троє дітей: Христина, Софія та Микола.
У листопаді 1939 року, після конфіскації Осмолодських лісів радянською владою, М.Саєвич поселився у Станіславі в будинку, який був придбаний у 1938 році.
13 березня, будучи вже хворим, Микола Саєвич вирушає до Кракова, де 30 березня 1944 року помер. Похований був на Раковицькому цвинтарі, однак могила /№LXXVIII-8-65/ двічі була перекопана /1968 р., 1989 р./ та повторно використана для поховань. Землю з могили батька донька Христина в 1995 році перевезла і перезахоронила до могили дружини д-ра М.Саєвича — Софії на Чукалівському кладовищі в Івано-Франківську на полі № 10 під № 1.
Вшанування пам'яті
Івано-Франківська міська рада рішенням від 23.01.1998 р. № 17 та від 24.06.1997 р. № 197, на пропозицію Вченої Ради Українського науково-дослідного інституту гірського лісівництва та Товариства «Просвіта», інших громадських організацій, назвала безіменну доти вулицю біля будинку, де проживала колись сім'я Саєвичів. 4 червня 1999 року відкрито меморіальну дошку.
У будинку в м. Івано-Франківську на вул. М.Саєвича, де жила родина Саєвичів за ініціативою і зусиллями його дочки Христини Саєвич створено музей.
Рожнятівська районна державна адміністрація розпорядженням від 14.06.1999 року № 199 вирішила створити на базі Осмолодського лісництва кімнату-музей Миколи Саєвича і встановити пам'ятний знак видатному інженеру-лісівнику, доктору філософії, права, лісівництва.
Рішенням Середньоугринівської сільської ради Калуського району одна з центральних вулиць рідного села Миколи Саєвича названа його іменем. За ініціативою місцевої громадської організації засновану почесну премію та стипендію імені Миколи Саєвича для вчителів та випускників Староугринівської школи.
Будинок старої сільської початкової школи по вул. М.Саєвича, 13, що є одним з найдавніших архітектурних об'єктів на території громади, було повернуто у власність громади, ведеться робота зі створення музею.

## Світлини

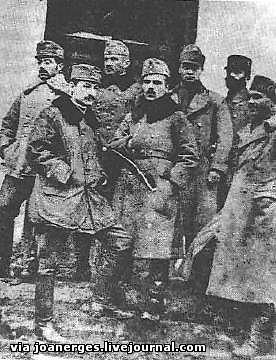
Група старшин УГА (зліва направо): отаман Н. Гірняк, поручник В. Старосольський, чотар М. Саєвич, полковник Д. Вітовський, чотар М. Гаврилко, І. Боберський, сотник О. Семенюк, до 2.08.1919
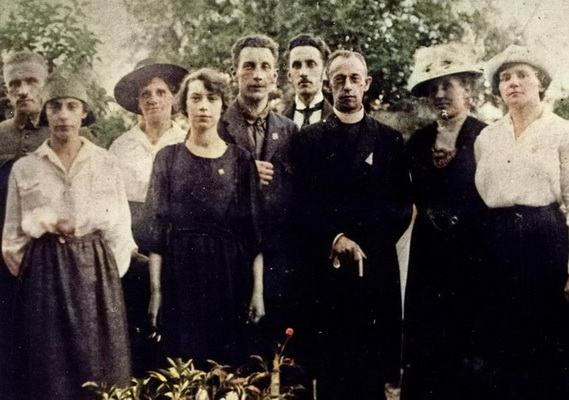
Крайова пластова рада 1919 рік. Микола Саєвич перший ліворуч
Меморіальна дошка Миколі Саєвичу в Івано-Франківську
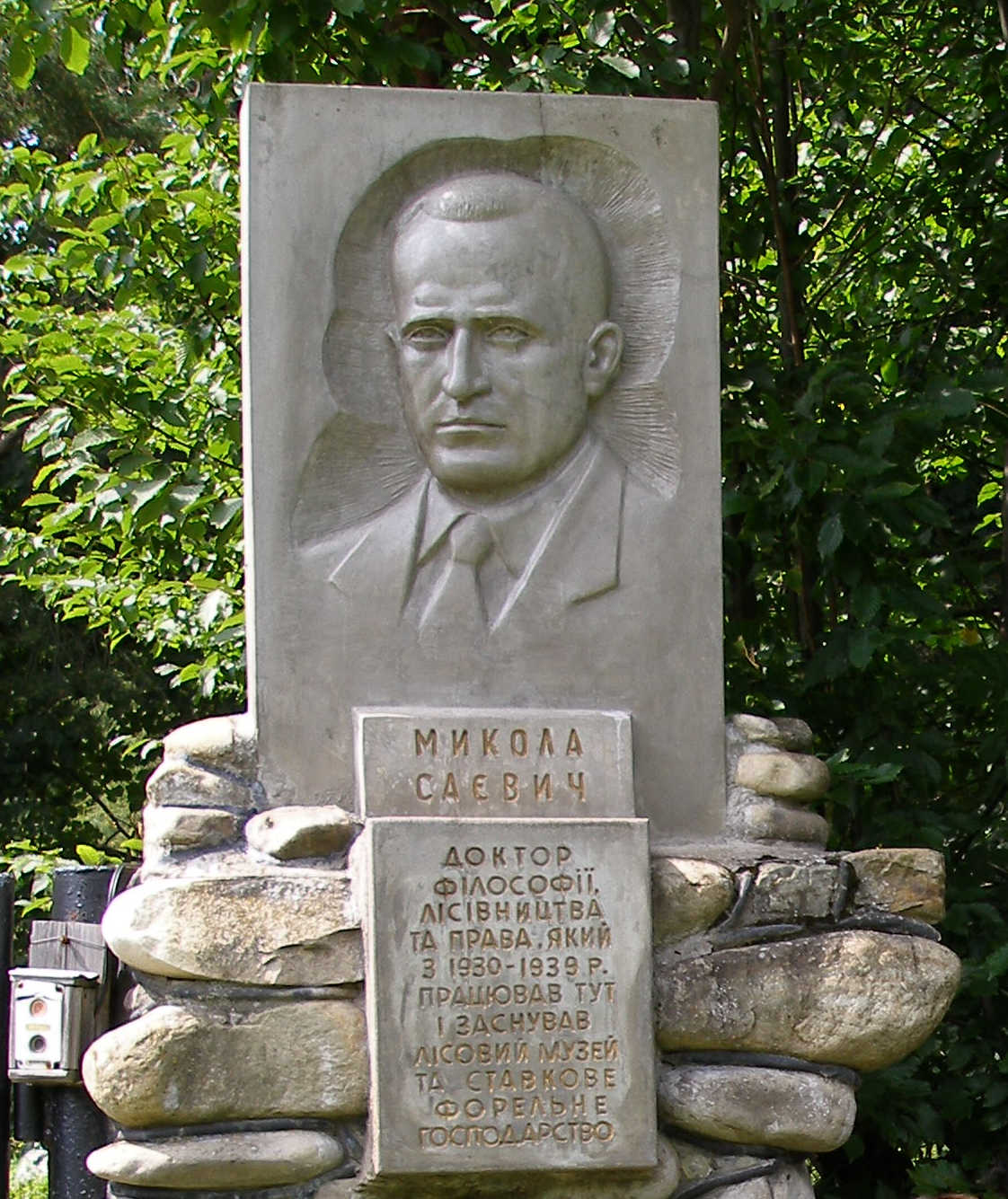
Меморіальна дошка в Осмолоді